# HUGっと!YELL FOR YOU
「HUGっと!YELL FOR YOU」（はぐっと!エールフォーユー）は、キュアエール（引坂理絵）、キュアアンジュ（本泉莉奈）、キュアエトワール（小倉唯）、キュアマシェリ（田村奈央）、キュアアムール（田村ゆかり）のシングル。2018年8月22日にマーベラスから発売。

## 概要
テレビアニメ『HUGっと!プリキュア』の後期エンディングテーマを収録したシングル。前期エンディングテーマの「HUGっと!未来☆ドリーマー」を担当した初期メンバーを演じる引坂理絵、本泉莉奈、小倉唯に、追加メンバーを演じる田村奈央と田村ゆかりが加わった5人のプリキュア役声優による歌唱となった。
カップリング曲として、田村奈央が演じる愛崎えみると田村ゆかりが演じるルールー・アムールによる劇中ユニット「ツインラブ」が歌う挿入歌「LOVE&LOVE」が収録されている。
前作同様DVD付属盤と通常盤の2種類が発売されており、DVD付属盤には後期版のオープニングとエンディングのノンテロップムービー、挿入歌やキャラクターソングの着ぐるみによるダンスレッスン映像が収録されている。エンディング「HUGっと!YELL FOR YOU」の振り付けは振付稼業air:manが担当している。また、初回限定封入特典として、いずれの盤にもジャケットサイズ・ステッカーと、2019年1月に開催予定のプリキュアシリーズ15周年記念ライブの先行抽選応募券が同梱されている。CDジャケットには、いずれの盤にもマイクを持って歌う5人のプリキュアが描かれている（通常盤が全身、CD+DVD盤がそのアップ）。

## 収録曲
1. HUGっと!YELL FOR YOU
歌：キュアエール（引坂理絵）、キュアアンジュ（本泉莉奈）、キュアエトワール（小倉唯）、キュアマシェリ（田村奈央）、キュアアムール（田村ゆかり）
作詞：六ツ見純代、作曲・編曲：KOH
  - テレビアニメ『HUGっと!プリキュア』後期エンディングテーマ
2. LOVE&LOVE
歌：愛崎えみる（田村奈央）、ルールー・アムール（田村ゆかり）
作詞：eNu、作曲・編曲：R・O・N
  - テレビアニメ『HUGっと!プリキュア』挿入歌
3. HUGっと!YELL FOR YOU（オリジナル・メロディー入り・カラオケ／オリジナル・カラオケ）
CD+DVD盤はオリジナル・メロディー入り・カラオケ、通常盤はオリジナル・カラオケという仕様になっている。
4. LOVE&LOVE（オリジナル・メロディー入り・カラオケ／オリジナル・カラオケ）
CD+DVD盤はオリジナル・メロディー入り・カラオケ、通常盤はオリジナル・カラオケという仕様になっている。

### DVD（CD+DVD盤のみ同梱）
1. オープニング「We can!! HUGっと!プリキュア」後期ノンテロップ映像
2. 後期エンディング「HUGっと!YELL FOR YOU」ノンテロップ映像
3. 「LOVE&LOVE」ダンスレッスン映像
4. 「大好き∞無限POWER」」ダンスレッスン映像
5. 「フレフレ!アイム・ア・チアリーダー!!」ダンスレッスン映像
6. 「イマージュの翼」ダンスレッスン映像
7. 「もう一度、あの空の先へ」ダンスレッスン映像